# Stachy
Stachy (tyska: Stachau) är en by och kommun i Prachatice distrikt i Södra Böhmen i Tjeckien.